# Pflanzenmäher
Die Pflanzenmäher (Phytotoma) gehören zur artenreichen Ordnung der Sperlingsvögel (Passeriformes). Ihr Name verweist auf ihren abgerundeten Schnabel, der eine Sägekante hat. Mit dieser sind sie in der Lage, Blätter, Knospen, Triebe und Früchte abzwicken zu können. 
Die drei Arten der Gattung sind alle in Südamerika verbreitet. Sie leben in Wäldern und offenen Landschaften. So lebt der Bandpflanzenmäher in trockenem Gebüsch und Akazienhainen in Bolivien, Paraguay, Uruguay und Argentinien. Da die Arten dieser Familie gelegentlich auch auf landwirtschaftlichen Flächen einfallen, werden sie mitunter auch als Schädlinge angesehen. 
Die Vögel erreichen eine Körperlänge von 18 bis 19,5 Zentimeter. Ihr Nest ist ein einfacher Teller aus Wurzelfasern. Die Weibchen legen im Schnitt zwei bis vier Eier, die grünlich-blau gefärbt und mit dunklen Flecken versehen sind.

## Arten
- Bandpflanzenmäher (Phytotoma rutila)
- Graubrust-Pflanzenmäher (Phytotoma raimondii)
- Rotschwanz-Pflanzenmäher (Phytotoma rara)

Früher wurden sie einer eigenständigen Familie Phytotomidae zugeordnet.